# Ján Šarmír
Ján Šarmír (11. října 1919 – 28. září 1974) byl slovenský fotbalový brankář a později činovník (funkcionář).

## Hráčská kariéra
V československé lize chytal za TŠS Trnava (dobový název Spartaku). Za války hájil branku Trnavy a OAP Bratislava ve slovenské lize, s OAP slavil v sezoně 1942/43 mistrovský titul.

### Prvoligová bilance
| Ročník             | Zápasy | Góly | Minuty | Nuly | Klub       |
| ------------------ | ------ | ---- | ------ | ---- | ---------- |
| I. liga 1945/46    | 4      | 0    | 360    | 0    | TŠS Trnava |
| CELKEM I. ČS. LIGA | 4      | 0    | 360    | 0    |            |

## Funkcionářská kariéra
Ve Spartaku Trnava později působil jako tajemník (sekretář) oddílu.